# Fantômette et le Brigand
Fantômette et le Brigand est le 13e roman de la série humoristique Fantômette créée par Georges Chaulet.
Le roman, publié en 1968 dans la Bibliothèque rose des éditions Hachette, comporte 184 pages. Il évoque les agissements, en Savoie et dans le Dauphiné, d'un malfaiteur qui se fait appeler « Mandrin » (en référence au bandit Mandrin) qui commet avec des complices des attaques contre des automobiles et des camions, dévalisant leur contenu.

## Notoriété
De 1961 à 2000, les ventes cumulées des titres de Fantômette s'élèvent à 17 millions d'exemplaires, traductions comprises.
Le roman Fantômette et le Brigand a donc pu être vendu à environ 200 000 exemplaires.
Comme les autres romans, il a été traduit en italien, espagnol, portugais, en flamand, en danois, en finnois, en turc, en chinois et en japonais.

## Personnages principaux
- Françoise Dupont / Fantômette : héroïne du roman
- Ficelle : amie de Françoise et de Boulotte
- Boulotte : amie de Françoise et de Ficelle
- Œil-de-Lynx : journaliste, ami des trois jeunes filles
- Mandrin : bandit

## Résumé
Remarque : le résumé est basé sur l'édition cartonnée non abrégée parue en 19 en langue française.
- Mise en place de l'intrigue (chapitres 1 et 2)

En Savoie et dans le Dauphiné, un malfaiteur qui se fait appeler « Mandrin » commet avec des complices des attaques contre des automobiles et des camions, dévalisant leur contenu. Le journaliste Œil-de-Lynx propose à Françoise, Ficelle et Boulotte de se rendre en Savoie pour enquêter sur les agissements du bandit.
- Aventures et enquête (chapitres 3 à 11)

Au moment où ils arrivent à destination, ils apprennent que la bande de Mandrin vient de voler une banque à Grenoble ! Le lendemain, la bande attaque une perception. En examinant les lieux où les attaques se sont produites, Françoise constate que le bandit se déplace selon un trajet rectiligne vers l'ouest. Elle suppose qu'il ira commettre son prochain forfait à Valence. 
Arrivé à Valence, le petit groupe apprend qu'une bijouterie vient d'être attaquée par la bande de Mandrin, mais au même instant, qu'une perception de Chambéry a aussi été attaquée par Mandrin ! Ce dernier aurait divisé sa bande pour attaquer en même temps en deux lieux différents ? Sur la proposition de Françoise, Œil-de-Lynx fait publier un article insultant pour Mandrin, le traitant d'imposteur et de vulgaire pillard. Le lendemain, Œil-de-Lynx est enlevé par la bande de Mandrin. 
Alors que Mandrin s'apprête à faire pendre Œil-de-Lynx, Fantômette le libère. Puis Fantômette intercepte un message codé que Mandrin a transmis à certains membres de sa bande, ce qui permet à la jeune fille, après avoir décodé le message, de le localiser. 
- Dénouement et révélations finales (chapitres 12 à 15)

Tandis qu'Œil-de-Lynx retourne en ville, Fantômette continue à enquêter mais est faite prisonnière par les gardes et amenée devant Mandrin. L'homme lui explique son plan mégalomaniaque : favoriser la création d'un État (dont il serait l’« empereur ») englobant la Savoie, le Dauphiné et la Franche-Comté… Il veut « s'emparer » de la ville d'Annecy pour commencer son plan. Aidée par Œil-de-Lynx, Fantômette sabote le matériel de la bande de Mandrin. L'attaque échoue et les bandits sont arrêtés.